# Фишер, Рихард (футболист)
Ри́хард Фи́шер (нем. Richard Fischer; 27 января 1917 — июнь 1969) — австрийский футболист и футбольный тренер. Трёхкратный чемпион Австрии.

## Клубная карьера
Основную часть игровой карьеры Фишер провёл в венском клубе «Фёрст», первоначально выступая на позиции вратаря, а затем став нападающим. В чемпионате Австрии игрок дебютировал в сезоне 1934/35, однако на протяжении нескольких следующих лет выходил на поле нерегулярно. В период с 1935 по 1937 годы ему удалось сыграть в 9 матчах Кубка Митропы, который на тот момент являлся одним из самых престижных международных соревнований в Европе.
После аннексии Австрии нацистской Германией в 1938 году чемпионат Австрии был интегрирован в систему немецких футбольных лиг в качестве регионального чемпионата. «Фёрст» успешно выступал в новом соревновании, выиграв его трижды подряд в сезонах 1941/42, 1942/43 и 1943/44. Фишер внёс заметный вклад в эти победы, забив 52 гола в 49 матчах.
Победа в региональной лиге давала клубу право участвовать в общенациональном чемпионате Германии, который разыгрывался по олимпийской системе. В течение трёх сезонов Фишер сыграл в 8 матчах этого чемпионата, забив 5 голов. 26 июня 1943 год он принял участие в матче за третье место, который, однако, «Фёрст» проиграл «Хольштайну» из Киля со счётом 1:4. В сезоне 1943/44 Фишер сыграл в немецком чемпионате три матча, а его клуб дошёл до четвертьфинала, где проиграл будущему чемпиону «Дрезднеру» со счётом 2:3.
С 1938 по 1944 годы «Фёрст» также выступал в Кубке Германии. Фишер дебютировал в этом соревновании 6 ноября 1938 года в матче против венской «Адмиры». Нападающий забил четыре мяча, а его клуб победил со счётом 6:0. В 1943 году «Фёрст» выиграл кубок, при этом на счету Фишера было 9 голов в 10 матчах.
Сезон 1944/45 был прерван в самом начале апреля 1945 года из-за наступления советских войск на Вену. На тот момент Фишер с 15 голами являлся лучшим бомбардиром австрийского чемпионата.
В сезоне 1945/46 нападающий добился наилучшего личного успеха, забив в общей сложности 40 мячей. В этом же сезоне он выиграл свой последний трофей в составе «Фёрст», став обладателем Кубка Освобождения. Это соревнование было организовано в середине 1945 года в честь освобождения Австрии от немецкой оккупации. В финальном матче против венского «Хельфорта» (3:1) Фишер сделал дубль. Всего же он забил 7 голов в 4 матчах, став лучшим бомбардиром своей команды.
В 1948 году игрок перешёл во «Флоридсдорф», отыграв за него два сезона, а затем ещё на два сезона вернулся в «Фёрст». Завершил карьеру в 1952 году в возрасте 35 лет, имея на счету более 200 голов за венскую команду.
Скончался в июне 1969 года, похоронен в Вене на кладбище Зиферинг.

## Карьера в сборной
За национальную сборную Австрии Фишер провёл 3 матча, один против сборной Чехословакии и два против Венгрии. Также он единожды сыграл за вторую сборную.

## Достижения

### Командные
«Фёрст» (Вена)
- Чемпион Австрии (3): 1941/42, 1942/43, 1943/44
- Обладатель Кубка Германии: 1943
- Обладатель Альпийского кубка: 1941
- Обладатель Кубка Освобождения: 1945
- Итого: 6 трофеев

### Личные
- Лучший бомбардир Оберклассе «Юго-Восток»: 1945[3]

## Статистика выступлений
| Клуб             | Сезон            | Лига | Лига | Кубки | Кубки | Кубок Митропы | Кубок Митропы | Прочие | Прочие | Итого | Итого |
| Клуб             | Сезон            | Игры | Голы | Игры  | Голы  | Игры          | Голы          | Игры   | Голы   | Игры  | Голы  |
| ---------------- | ---------------- | ---- | ---- | ----- | ----- | ------------- | ------------- | ------ | ------ | ----- | ----- |
| Фёрст (Вена)     | 1934/35          | 1    | 0    | 0     | 0     | 0             | 0             | 1      | 2      | 2     | 2     |
| Фёрст (Вена)     | 1935/36          | 8    | 2    | 3     | 3     | 2             | 1             | 0      | 0      | 13    | 6     |
| Фёрст (Вена)     | 1936/37          | 13   | 10   | 3     | 1     | 3             | 0             | 0      | 0      | 19    | 11    |
| Фёрст (Вена)     | 1937/38          | 14   | 8    | 1     | 0     | 4             | 1             | 0      | 0      | 19    | 9     |
| Фёрст (Вена)     | 1938/39          | 9    | 10   | 2     | 4     | 0             | 0             | 0      | 0      | 11    | 14    |
| Фёрст (Вена)     | 1939/40          | 4    | 2    | 0     | 0     | 0             | 0             | 0      | 0      | 4     | 2     |
| Фёрст (Вена)     | 1940/41          | 12   | 16   | 0     | 0     | 0             | 0             | 2      | 2      | 14    | 18    |
| Фёрст (Вена)     | 1941/42          | 15   | 13   | 0     | 0     | -             | -             | 0      | 0      | 15    | 13    |
| Фёрст (Вена)     | 1942/43          | 19   | 25   | 2     | 0     | -             | -             | 0      | 0      | 21    | 25    |
| Фёрст (Вена)     | 1943/44          | 19   | 13   | 10    | 9     | -             | -             | 0      | 0      | 29    | 22    |
| Фёрст (Вена)     | 1944/45          | 10   | 15   | 4     | 4     | -             | -             | 0      | 0      | 14    | 19    |
| Фёрст (Вена)     | 1945/46          | 17   | 20   | 5     | 13    | -             | -             | 4      | 7      | 26    | 40    |
| Фёрст (Вена)     | 1946/47          | 18   | 10   | 2     | 1     | -             | -             | 0      | 0      | 20    | 11    |
| Фёрст (Вена)     | 1947/48          | 15   | 4    | 3     | 5     | -             | -             | 0      | 0      | 18    | 9     |
| Фёрст (Вена)     | Итого            | 174  | 148  | 35    | 40    | 9             | 2             | 7      | 11     | 225   | 201   |
| Флоридсдорф      | 1948/49          | 17   | 4    | 1     | 1     | -             | -             | 0      | 0      | 18    | 5     |
| Флоридсдорф      | 1949/50          | 18   | 2    | -     | -     | -             | -             | 0      | 0      | 18    | 2     |
| Флоридсдорф      | Итого            | 35   | 6    | 1     | 1     | 0             | 0             | 0      | 0      | 36    | 7     |
| Фёрст (Вена)     | 1950/51          | 21   | 1    | -     | -     | -             | -             | 0      | 0      | 21    | 1     |
| Фёрст (Вена)     | 1951/52          | 9    | 3    | -     | -     | 0             | 0             | 0      | 0      | 9     | 3     |
| Фёрст (Вена)     | Итого            | 30   | 4    | 0     | 0     | 0             | 0             | 0      | 0      | 30    | 4     |
| Всего за «Фёрст» | Всего за «Фёрст» | 204  | 152  | 35    | 40    | 9             | 2             | 7      | 11     | 255   | 205   |
| Всего за карьеру | Всего за карьеру | 239  | 158  | 36    | 41    | 9             | 2             | 7      | 11     | 291   | 212   |